# Bekény Benedek
Bekény Benedek, előfordul Bekényi Benedek néven is (kb. 1479 – 1526/27) nádori ítélőmester, költő.

## Élete
Apja, Alagi Bekény Dénes mikófalusi köznemes, a budafelhévízi prépostság udvarbírája volt. Bekény Benedek előbb itáliai főiskolában, 1514-ben pedig Werbőczy István pártfogásával Bécsben tanult. Werbőczy elküldte neki Janus Pannonius tíz elégiáját. Mivel Bekény véleménye szerint a szöveget a másoló eltorzította és megcsonkította, egyik tanárától, a klasszikus irodalomban jártas Vellini Ricutius János (Johannes Camers, Giovanni Camerino) ferences szerzetestől kért segítséget. Közösen kiadták az elégiák helyreállított szövegét, amelyhez mindketten Werbőczyt magasztaló ajánlást csatoltak. Bekény saját latin nyelvű versei is Pannonius elégiáival együtt jelentek meg.
Hazatérte után 1515-ben királyi kancelláriai titkár, 1524-ben pedig személynöki ítélőmester, 1525-ben pedig nádori ítélőmester volt. A mohácsi csata után Szapolyai János pártjára állt, akinek a megbízásából a Pozsonyba vonult főembereket kellett megnyernie.